# Корбетт, Уолтер
Уо́лтер Сэ́мьюэл Ко́рбетт (англ. Walter Samuel Corbett; 26 ноября 1880 — 23 ноября 1960) — английский футболист, чемпион Летних Олимпийских игр 1908 года.
Получив образование в школе короля Эдуарда (King Edward Grammar School), затем большую часть своей жизни прожил в Бирмингеме. Играл за клубы «Торнхилл», «Астбёри Ричмонд», «Хидингли», «Сохо Вилла», «Астон Вилла». В 1907 году перешёл в «Бирмингем Сити», но также в перерывах играл за клубы «Веллингтон Таун» и «Куинз Парк Рейнджерс». В конце карьеры играл за «Вулверхэмптон Олд Чёрч».
В 1908 году был членом национальной сборной Англии, которая в первый раз проводила турне по Европе, сыграв четыре матча на протяжении семи дней (с 6 по 13 июня) против сборных Австрии, Венгрии и Богемии. Все четыре матча окончились крупными победами сборной Англии, и в трёх из них принимал участие Уолтер Корбетт.
Кроме того, в 1907—1911 годах играл в 18 любительских международных матчах. Среди прочего был членом сборной Великобритании, которая завоевала победу в футбольном турнире на Олимпийских играх 1908 года в Лондоне.

## Личная жизнь
Был третьим из пяти детей Уолтера Роберта и Элизабет Корбетт. Его отец работал печатником. Сам Уолтер Сэмюэл работал бухгалтером. В декабре 1912 года женился на Кларе Харрис.